# پل سات‌ارک
پل سات‌ارک (انگلیسی: Southwark Bridge) یک پل در شهر لندن، انگلستان است که بر روی رود تیمز ساخته شده است.
این پل که در ناحیه سات‌ارک قرار دارد برای اولین بار در سال ۱۸۱۹ ساخته شده اما پل کنونی در سال ۱۹۲۱ ساخته شده و دارای ۸۰۰ فوت (۲۴۳٫۸ متر) طول و ۵۵ فوت (۱۶٫۸ متر) عرض می‌باشد.

## نگارخانه

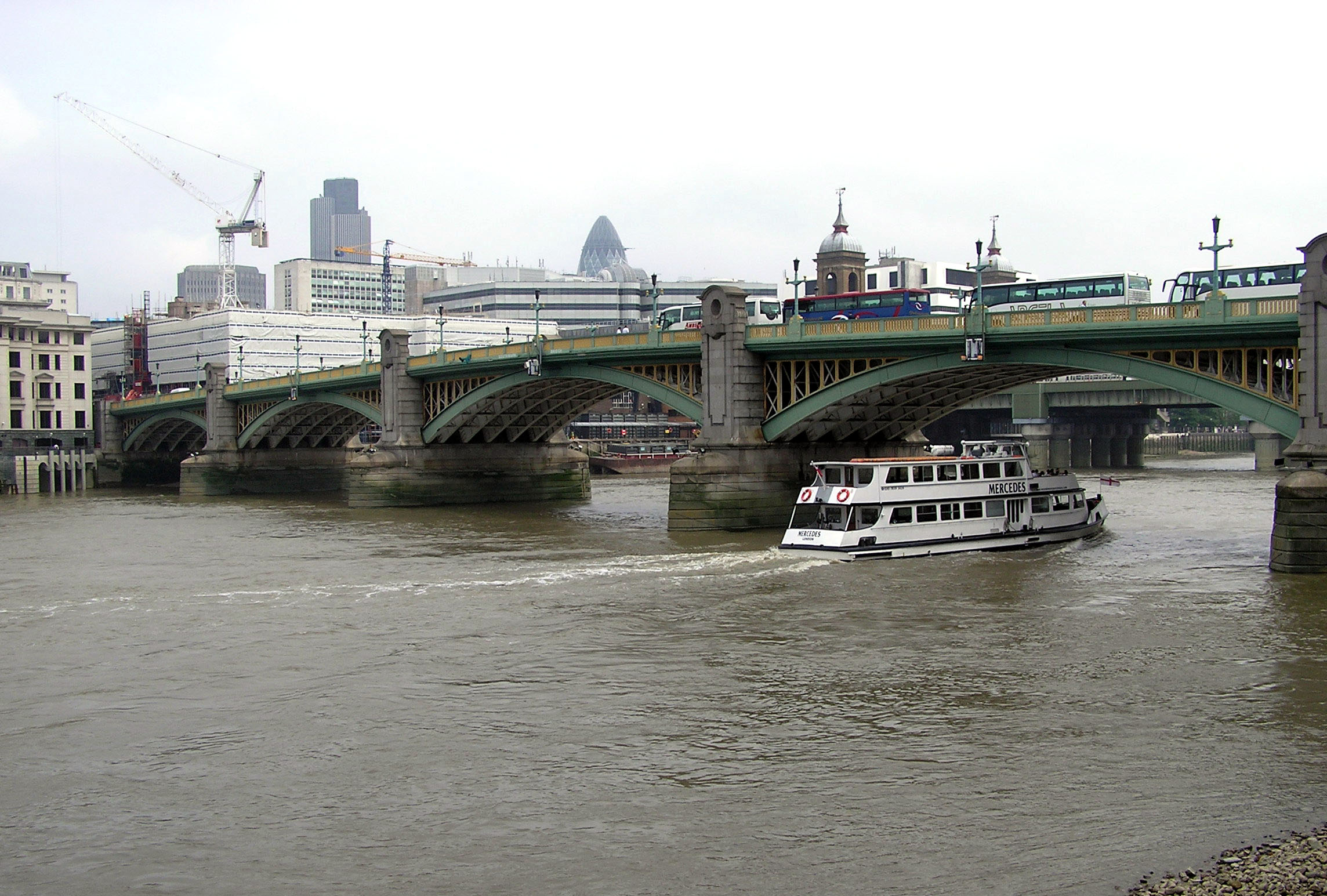
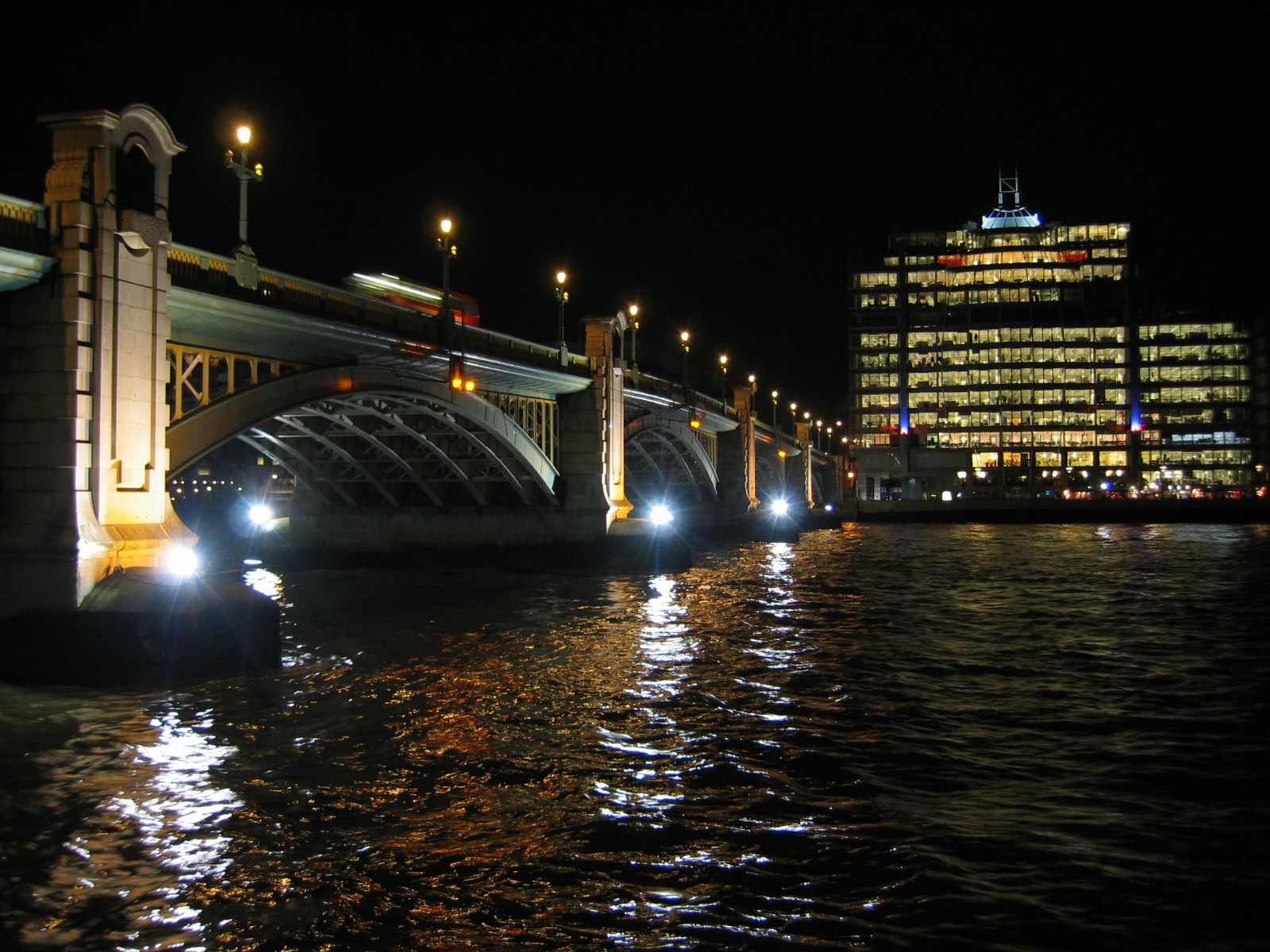